# Lokalradio i Finland
Lokalradio i Finland avser analoga radiokanaler som hörs på en eller flera i varandras närhet belägna finländska orter. I Finland inleddes lokalradioversioamhet år 1985, då statsrådet beviljade de 22 första provlicenserna till sökande runt om i landet. Lokalradio har i Finland två intresseorganisationer; RadioMedia och Suomen Radio- ja Viestintäjärjestö (Finlands Radio och kommunikationsförbund).
Lokalradio bör icke förväxlas med public service-bolaget Yles regionala sändningar, inklusive lokala program på de två svenskspråkiga kanalerna Vega och X3M. Dessa skiljer sig från lokalradio på basen av bland annat innehåll och sändareffekt. Yles första regionala sändningar inleddes 1975 i huvudstadsregionen samt på svenska med Radio Mellannyland.

## Historia
Finsk privat och kommersiell lokalradioversksamhet inleddes 1985, då Radio Lakeus påbörjade sändningar i Nivala 27 april. I Sverige inleddes lokalradioverksamhet 1993.
Efter Radio Lakeus inledde Finlands mest långlivade och förmodligen mest kända lokalradio, Radio City. Lakeus avslutade sin verksamhet 1989, och Radio City blev utan förnyat sändningstillstånd 2006, vilket efterföljdes av en period som internetradio och nystart på FM-bandet 2012. År 1985 dök även åtminstone SBC-Radio och Kouvolan ääni på delad frekvensk, Björneborgska Radio Pori samt Radio 957 i Tammerfors. Den senarenämndas licens innehades av studentkåren vid Tammerfors universitet.
Flertalet av de första lokalradiostationerna hade bakgrund i medborgarorganisationer. Under en andra våg 1987 inledde flertalet långlivade kanaler sin verksamhet. År 2015 fanns omkring 80 aktiva lokalradiokanaler, med Radio Vaasa, som enda som också sänder på svenska.

## Tillstånd
I Finland är radiokanaler reglerade med lagar och idkar verksamhet med tillstånd. Tillstånd är tidsbundna och beviljas av statsrådet och Kommunikationsministeriet. Tillståndet anger plats för sändning, sändarens effekt och programinnehåll. De myndighetsbeviljade tillstånden går det inte att sälja vidare. Om försäljnings sker, dras tillståndet in av statsrådet. Den nu pågående åttaåriga perioden för radiotillstånd inleddes 1.1.2012.
Lokalradio bedriver affärsverksamhet genom annonsförsäljning. I snitt är omsättningen för lokalradioverksamhet relativt låg. Mängden arbetstagande sägs typiskt ligga mellan 10 och 20 anställda.[källa behövs]

## Kommersiella kedjors intåg på marknaden
Under senare år[när?] har lokalradio i Finland konsoliderats i kedjor. Tyskägda SBS Broadcasting är den starkaste aktören på den finska lokalradiomarknaden. Bolaget äger även den landsomfattande kanalen The Voice. Exempel på bildning av kedjor finns i den av SBS:n ägda, på flera orter fungerande Iskelmä-kedjan. Det finskspråkiga order iskelmä betyder Schlager, vilket också beskriver det musikmässiga innehållet. Kedjan delägs av SBS, Pro Radio Oy eller dotterbolag till dessa. Den del av Iskelmä-kanalerna drivs också som franchising. Innehavaren av tillståndet utövar verksamheten och säljer reklamplats i samarbete med SBS försäljningsenhet. SBS levererar och distribuerar programmenfrån Iskelmäs studio i Tammerforms.

## Sändningsteknik
Ännu i slutet av 1990-talet gällde de beviljade lokalradiotillstånden sändningeffekt i klassen 100-200 W ERP.[källa behövs] Sedan början av 2000-talet har flera radiokanaler tillåtits öka sändningseffekten till ca 1 kW ERP.[källa behövs] De tekniska föreskrifterna bevakas av Kommunikationsverket.